# Sam Hendriks
Sam Hendriks (Doetinchem, 25 januari 1995) is een Nederlands voetballer die als aanvaller speelt. Hij verruilde medio 2021 Go Ahead Eagles voor SC Cambuur. In januari 2022 is hij verhuurd aan De Graafschap, daar waar zijn carrière begon. In augustus 2022 vertrok hij naar Olympiakos Nicosia.

## Clubcarrière

### De Graafschap
Hendriks voetbalde in de jeugd van VIOD tot hij in 2005 werd opgenomen in de jeugdopleiding van De Graafschap. In het seizoen 2010/11 werd hij topscorer van de landelijke 1e divisies bij de B-junioren. In vijftien competitiewedstrijden scoorde hij 31 keer. Op 26 april 2013 maakte Hendriks zijn debuut in de hoofdmacht van De Graafschap. Uit tegen Telstar kwam hij in de 88e minuut in de ploeg voor Anco Jansen.

### AFC Ajax
Op 24 juni 2013 werd bekendgemaakt dat Hendriks de overstap zou maken naar AFC Ajax. Hij tekende een contract voor vier seizoenen. Op 25 juni was Hendriks aanwezig op de eerste training van Ajax voor het seizoen 2013/14. Op 13 juli 2013 maakte Hendriks zijn officieuze debuut voor Ajax in een oefenwedstrijd tegen zijn oude club De Graafschap (0-3 winst).
Hendriks maakte gedurende het seizoen 2013/14 deel uit van de selectie van Jong Ajax die was toegetreden tot de Jupiler League. Jong Ajax-trainer Fons Groenendijk stelde hem zes van de 38 wedstrijden in de basis op. Hendriks kwam zestien keer als invaller binnen de lijnen. Hendriks heeft in het seizoen 2013-2014 twee volledige wedstrijden gespeeld voor Jong Ajax. Hendriks maakte vijf doelpunten, waarvan één uit een strafschop. Het seizoen daarop moest hij door concurrentie van Richairo Živković meer genoegen nemen met een plaats op de reservebank.
Tijdens de voorbereiding op het seizoen 2015/16 mocht Hendriks aansluiten bij het trainingskamp van het eerste elftal in Oostenrijk als vervanger van Ricardo Kishna. Op 4 juli 2015 maakte Hendriks zijn officieus debuut voor Ajax in een vriendschappelijke wedstrijd tegen Dinamo Moskou (2-2) ter afsluiting van het trainingskamp in Oostenrijk. Hendriks verving na rust Anwar El Ghazi. Met het verhuur van Živković aan Willem II werd Hendriks de eerste keuze voor de spits positie. In de wedstrijd tegen Fortuna Sittard op 23 oktober 2015 nam Hendriks in de met 3-0 gewonnen wedstrijd alle treffers voor zijn rekening. Hiermee scoorde hij zijn eerste hattrick in het betaald voetbal. Twee dagen na zijn hattrick werd hij door Frank de Boer opgeroepen in de wedstrijdselectie voor de Eredivisie-wedstrijd tegen Vitesse als vervanger van Anwar El Ghazi die zich ziek had afgemeld. Hij kwam in deze wedstrijd tien minuten voor tijd in het veld voor Viktor Fischer waarmee hij zijn officiële debuut maakte voor Ajax. Hendriks was vijf minuten voor tijd de aangever op de 3-1 van Lasse Schöne. Eind april kreeg Hendriks te horen dat hij, ondanks zijn doorlopende contract, mocht vertrekken bij Ajax. Hij werd in zijn laatste jaar bij Ajax met 14 doelpunten in 28 wedstrijden topscorer van Jong Ajax in de Eerste divisie tijdens het seizoen 2015/16, gevolg door Robert Murić met acht doelpunten.

### Go Ahead Eagles
Hendriks tekende in juni 2016 een contract tot medio 2019 bij Go Ahead Eagles, dat in het voorgaande seizoen via de play-offs 2016 naar de Eredivisie promoveerde. Het kocht daarvoor zijn nog één jaar doorlopende contract bij Ajax af. Zijn officiële debuut voor Go Ahead volgde op 28 augustus 2016. Op die dag speelde hij met Go Ahead een thuiswedstrijd tegen zijn oude club Ajax. Hendriks kwam na rust in de ploeg voor Leon de Kogel. Ajax won deze wedstrijd met 3-0. Hendriks kreeg in november 2017 een Bronzen Stier toegekend.
Hij verruilde medio 2018 Go Ahead Eagles voor OH Leuven dat hem in januari 2019 verhuurde aan SC Cambuur. In januari 2020 werd hij opnieuw aan Cambuur verhuurd. Vanwege de Coronapandemie zou hij echter niet in actie komen. In september 2020 keerde Hendriks terug bij Go Ahead Eagles.

## Clubstatistieken
| Seizoen         | Club                |                    | Competitie      | Competitie | Competitie | Beker | Beker | Internationaal | Internationaal | Overig | Overig | Totaal | Totaal |
| Seizoen         | Club                | Wed.               | Competitie      | Dlp.       | Wed.       | Dlp.  | Wed.  | Dlp.           | Wed.           | Dlp.   | Wed.   | Dlp.   |        |
| --------------- | ------------------- | ------------------ | --------------- | ---------- | ---------- | ----- | ----- | -------------- | -------------- | ------ | ------ | ------ | ------ |
| 2012/13         | De Graafschap       | Vlag van Nederland | Eerste divisie  | 1          | 0          | 0     | 0     | —              | —              | 0      | 0      | 1      | 0      |
| 2013/14         | Jong Ajax           | Vlag van Nederland | Eerste divisie  | 22         | 5          | 0     | 0     | —              | —              | 0      | 0      | 22     | 5      |
| 2014/15         | Jong Ajax           | Vlag van Nederland | Eerste divisie  | 27         | 4          | 0     | 0     | —              | —              | 0      | 0      | 27     | 4      |
| 2015/16         | Jong Ajax           | Vlag van Nederland | Eerste divisie  | 28         | 14         | 0     | 0     | —              | —              | 0      | 0      | 28     | 14     |
| 2015/16         | Ajax                | Vlag van Nederland | Eredivisie      | 1          | 0          | 0     | 0     | 0              | 0              | —      | —      | 1      | 0      |
| 2016/17         | Go Ahead Eagles     | Vlag van Nederland | Eredivisie      | 26         | 8          | 2     | 2     | —              | —              | —      | —      | 28     | 10     |
| 2017/18         | Go Ahead Eagles     | Vlag van Nederland | Eerste divisie  | 21         | 15         | 2     | 2     | —              | —              | —      | —      | 23     | 17     |
| 2018/19         | Oud-Heverlee Leuven | Vlag van België    | Eerste klasse B | 12         | 0          | 1     | 0     | —              | —              | —      | —      | 13     | 0      |
| 2018/19         | → SC Cambuur        | Vlag van Nederland | Eerste divisie  | 14         | 8          | 0     | 0     | —              | —              | —      | —      | 14     | 8      |
| 2019/20         | SC Cambuur          | Vlag van Nederland | Eerste divisie  | 0          | 0          | 0     | 0     | 0              | 0              | 0      | 0      | 0      | 0      |
| 2020/21         | Go Ahead Eagles     | Vlag van Nederland | Eerste divisie  | 34         | 8          | 2     | 1     | —              | —              | —      | —      | 36     | 9      |
| 2021/22         | SC Cambuur          | Vlag van Nederland | Eredivisie      | 5          | 0          | 2     | 1     | —              | —              | —      | —      | 7      | 1      |
| 2021/22         | → De Graafschap     | Vlag van Nederland | Eerste divisie  | 15         | 5          | —     | —     | —              | —              | 2      | 0      | 17     | 5      |
| Carrière totaal | Carrière totaal     | Carrière totaal    | Carrière totaal | 206        | 67         | 9     | 6     | 0              | 0              | 2      | 0      | 217    | 73     |

## Interlandcarrière
Jeugelftallen
Op 8 december 2009 debuteerde Hendriks als jeugdinternational voor Nederland onder 15 in een vriendschappelijke wedstrijd tegen Turkije onder 15 (4-1 winst). In zijn tweede en tevens laatste interland voor Nederland onder 15 tegen Ierland onder 15 scoorde Hendriks zijn eerste doelpunt als jeugdinternational voor Nederland onder 15, in de 51e minuut maakte hij de 1-1 in een wedstrijd die met 2-1 werd gewonnen door Nederland. Hendriks speelde vervolgens nog eenmalig mee bij zowel Nederland onder 18, 19 en 20 jaar.
| Jeugdinterlands van Sam Hendriks | Jeugdinterlands van Sam Hendriks | Jeugdinterlands van Sam Hendriks | Jeugdinterlands van Sam Hendriks | Jeugdinterlands van Sam Hendriks | Jeugdinterlands van Sam Hendriks |
| Team (№ interlands)              | Datum                            | Wedstrijd                        | Uitslag                          | Soort Wedstrijd                  | Doelpunten                       |
| Als speler bij De Graafschap     | Als speler bij De Graafschap     | Als speler bij De Graafschap     | Als speler bij De Graafschap     | Als speler bij De Graafschap     | Als speler bij De Graafschap     |
| -------------------------------- | -------------------------------- | -------------------------------- | -------------------------------- | -------------------------------- | -------------------------------- |
| Onder 15 (1.)                    | 8 december 2009                  | Nederland – Turkije              | 4 – 1                            | Vriendschappelijk                |                                  |
| Onder 15 (2.)                    | 15 april 2010                    | Nederland – Ierland              | 2 – 1                            | Vriendschappelijk                | 51'                              |
| Onder 16 (1.)                    | 4 februari 2011                  | Nederland – Portugal             | 2 – 0                            | Int. jeugdtoernooi Portugal 2011 |                                  |
| Onder 16 (2.)                    | 6 februari 2011                  | Nederland – Israël               | 4 – 1                            | Int. jeugdtoernooi Portugal 2011 |                                  |
| Onder 16 (3.)                    | 8 februari 2011                  | Italië – Nederland               | 1 – 1                            | Int. jeugdtoernooi Portugal 2011 |                                  |
| Onder 18 (1.)                    | 26 maart 2013                    | Nederland – Duitsland            | 4 – 1                            | Vriendschappelijk                |                                  |
| Als speler bij Ajax              |                                  |                                  |                                  |                                  |                                  |
| Onder 19 (1.)                    | 6 september 2013                 | Nederland – Duitsland            | 1 – 6                            | Vriendschappelijk                |                                  |
| Onder 20 (1.)                    | 4 september 2014                 | Nederland – Tsjechië             | 0 – 1                            | Vriendschappelijk                |                                  |

Jong Oranje
Op 14 november 2015 werd Hendriks door Fred Grim opgeroepen in de selectie van Jong Oranje voor de EK-kwalificatiewedstrijd tegen Jong Slowakije op 17 november 2015. Dit was voor Hendriks de eerste keer dat hij werd opgeroepen voor Jong Oranje. In de wedstrijd tegen Slowakije maakte hij zijn debuut voor Jong Oranje. Hij verving vier minuten voor tijd, bij een 3-2 achterstand, Joshua Brenet. De wedstrijd werd uiteindelijk met 4-2 verloren.
| Interlands van Sam Hendriks voor het Jong Oranje | Interlands van Sam Hendriks voor het Jong Oranje | Interlands van Sam Hendriks voor het Jong Oranje | Interlands van Sam Hendriks voor het Jong Oranje | Interlands van Sam Hendriks voor het Jong Oranje | Interlands van Sam Hendriks voor het Jong Oranje |
| №                                                | Datum                                            | Wedstrijd                                        | Uitslag                                          | Soort Wedstrijd                                  | Doelpunten                                       |
| Als speler bij Ajax                              | Als speler bij Ajax                              | Als speler bij Ajax                              | Als speler bij Ajax                              | Als speler bij Ajax                              | Als speler bij Ajax                              |
| ------------------------------------------------ | ------------------------------------------------ | ------------------------------------------------ | ------------------------------------------------ | ------------------------------------------------ | ------------------------------------------------ |
| 1.                                               | 17 november 2015                                 | Slowakije – Nederland                            | 4 – 2                                            | EK-kwalificatie '17                              | 0                                                |